# William Vanneck, 5. Baron Huntingfield

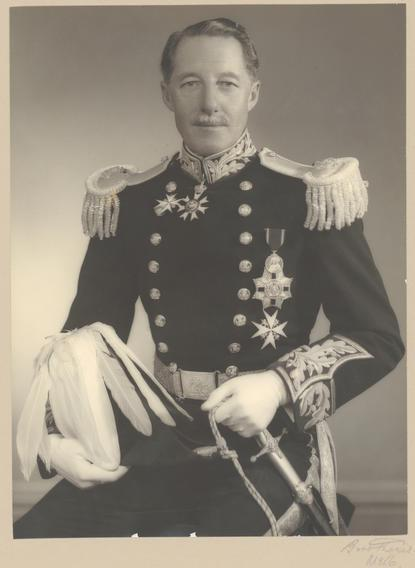
Baron Huntingfield

William Charles Arcedeckne Vanneck, 5. Baron Huntingfield (* 3. Januar 1883 in Gatton, Australien; † 20. November 1969 in Hove, Vereinigtes Königreich) war ein konservativer britischer Politiker und Gouverneur des australischen Bundesstaats Victoria.

## Leben
Nach dem Besuch des Wellington College in England trat Vanneck im Jahr 1906 der Armee bei. In den folgenden Jahren war er in Britisch-Indien stationiert. 1914 wurde er aufgrund einer Krankheit als nicht verwendungsfähig eingestuft; die Jahre des Ersten Weltkriegs verbrachte er bei einem Reservistenregiment in Aldershot. 1921 schied er im Rang eines Hauptmanns aus der Armee aus.
Ab 1923 war Vanneck Abgeordneter des House of Commons für die Gemeinde Eye. Zur Wahl 1929 trat er jedoch aufgrund seines schlechten Gesundheitszustands nicht mehr an.
Seine Ernennung zum Gouverneur von Victoria im Dezember 1933 wurde in Victoria positiv aufgenommen, da er der erste Gouverneur war, der auch in Australien geboren war. Vanneck kam mit seiner Frau im Mai 1934 in Melbourne an und nahm die Amtsgeschäfte auf. 1938 führte er zusätzlich während der Abwesenheit von Lord Growie für sechs Monate das Amt des Generalgouverneurs.
Nach Ende seiner Amtszeit kehrte er 1939 nach England zurück. 1941 wurde er zum Gouverneur von Südrhodesien ernannt, er trat das Amt jedoch erneut aufgrund von Gesundheitsproblemen nicht an.
Vanneck starb am 20. November 1969. Er war zweimal verheiratet und hinterließ zwei Töchter und zwei Söhne.

## Auszeichnungen
- Knight Commander of the Order of St. Michael and St. George (1934)